# 나는 가해자의 엄마입니다
《나는 가해자의 엄마입니다》(영어: A Mother's Reckoning)는 미국의 수 클리볼드가 2016년 발간한 회고록이다.

## 내용
이 책의 작가인 수 클리볼트는 콜럼바인 고등학교 총기 난사 사건의 가해자 중 한 명인 딜런 클리볼드의 어머니로서, 딜런 클리볼트가 태어나서 범행을 저지르기까지 17년, 그리고 사건이 발생한 이후 17년을 합친 34년 동안 벌어진 일을 회고한다.

## 같이 보기
- 콜럼바인 고교 총기 난사 사건
- 볼링 포 콜롬바인